# 1948年サンモリッツオリンピックのイタリア選手団
1948年サンモリッツオリンピックのイタリア選手団（1948ねんサンモリッツオリンピックのイタリアせんしゅだん）は、1948年1月30日から2月8日までイタリアのサンモリッツで開催された1948年サンモリッツオリンピックのイタリア選手団、およびその競技結果。

## 概要
今大会は金メダル1個を獲得した。
スケルトン男子でニノ・ビビアが冬季オリンピックでイタリア勢初となる金メダルを獲得した。

## メダル
| メダル | 選手名       | 競技       | 種目 |
| ------ | ------------ | ---------- | ---- |
| 金     | ニノ・ビビア | スケルトン | 男子 |